# Route nationale 599
Die N599 war eine französische Nationalstraße, die 1933 zwischen Marvejols und der N585 nördlich von Grandrieu festgelegt wurde. 1966 wurde der Abschnitt zwischen Saint-Amans und der N585 abgestuft und im Gegenzug die N600 an anderer Stelle innerhalb von Lozère verlängert. Ihre Länge fiel von 55,5 auf 25 Kilometer. 1973 wurde sie komplett abgestuft.